# Circus pygargus
Circus pygargus là một loài chim trong họ Accipitridae.
Loài này vẫn có thể được tìm thấy trên hầu hết các vùng Tây Cổ Bắc giới. Ở hầu hết các nước châu Âu có ít nhất một quần thể nhỏ, ngoại trừ ở Na Uy nơi chúng không có mặt. Phạm vi sinh sản kéo dài đến tận phía đông đến tận Ural, trong khi số lượng đông nhất là ở Bồ Đào Nha. Sinh sản cũng diễn ra ở miền bắc châu Phi, chủ yếu ở Morocco. Ở Anh, loài này chỉ giới hạn ở miền nam nước Anh. Ở Ireland, loài này hiếm khi được nhìn thấy, và chủ yếu ở miền Nam, mặc dù có một số hồ sơ sinh sản, gần đây nhất là từ năm 1971. Mặc dù có sự phân bố rộng, loài chim này không phổ biến ở nhiều khu vực và chỉ có quần thể lớn ở Pháp, Tây Ban Nha, Nga, Belarus và Ba Lan, nơi có thể tìm thấy phần lớn quần thể chim ở châu Âu. Các địa điểm sinh sản thường xuyên thay đổi, với một số tổ lẻ tẻ xuất hiện bên ngoài các khu vực sinh sản đã được biết, tuy nhiên các dấu hiệu rõ ràng về phạm vi giảm là rõ ràng và có liên quan đến sự suy giảm cá thể. Chế độ ăn chủ yếu bao gồm các loài gặm nhấm nhỏ, chim nhỏ, trứng chim, bò sát (bao gồm cả rắn) và côn trùng lớn (chủ yếu là Orthoptera, phổ biến nhất về số lượng). 

## Hình ảnh

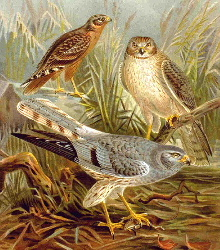
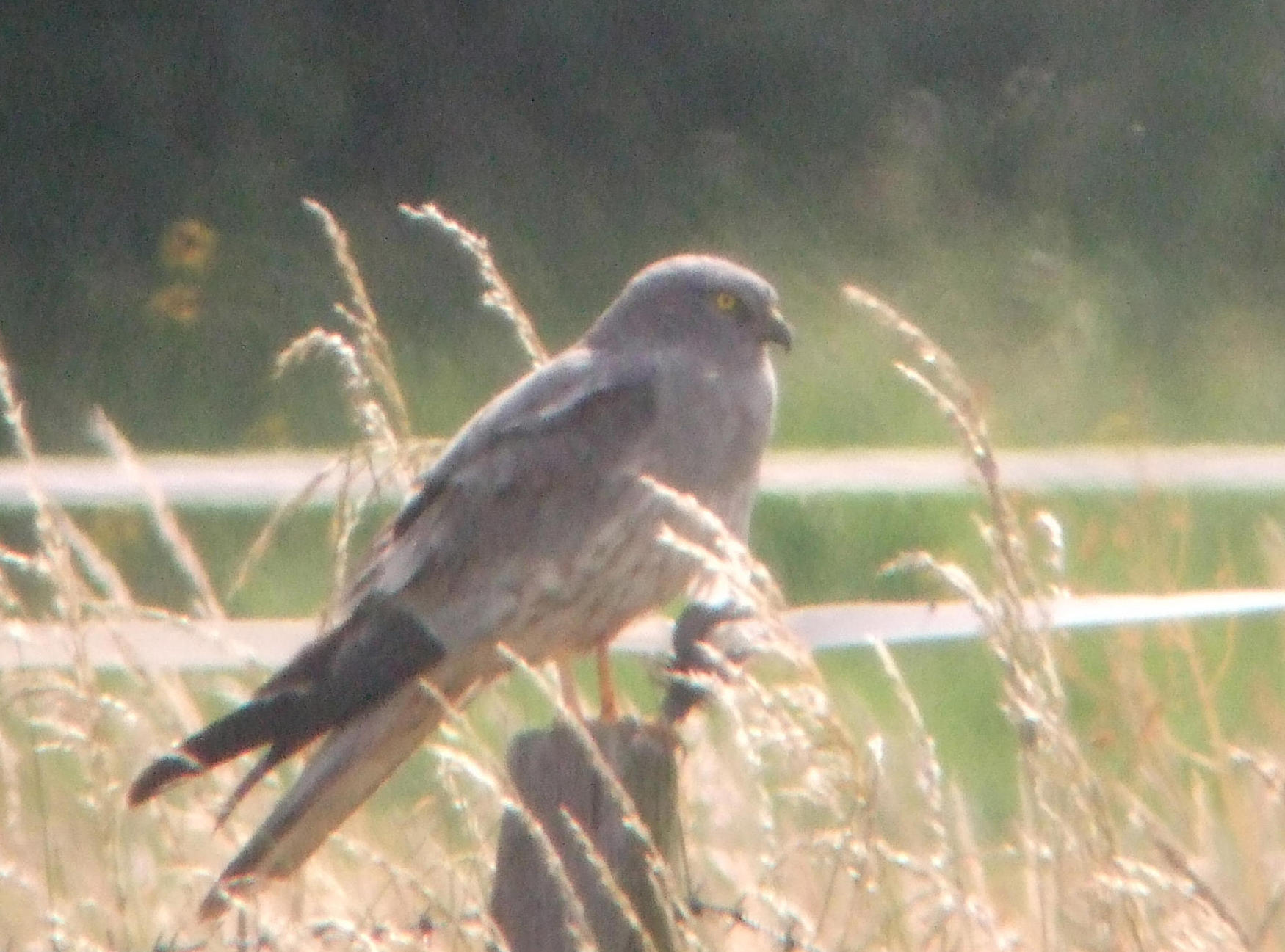
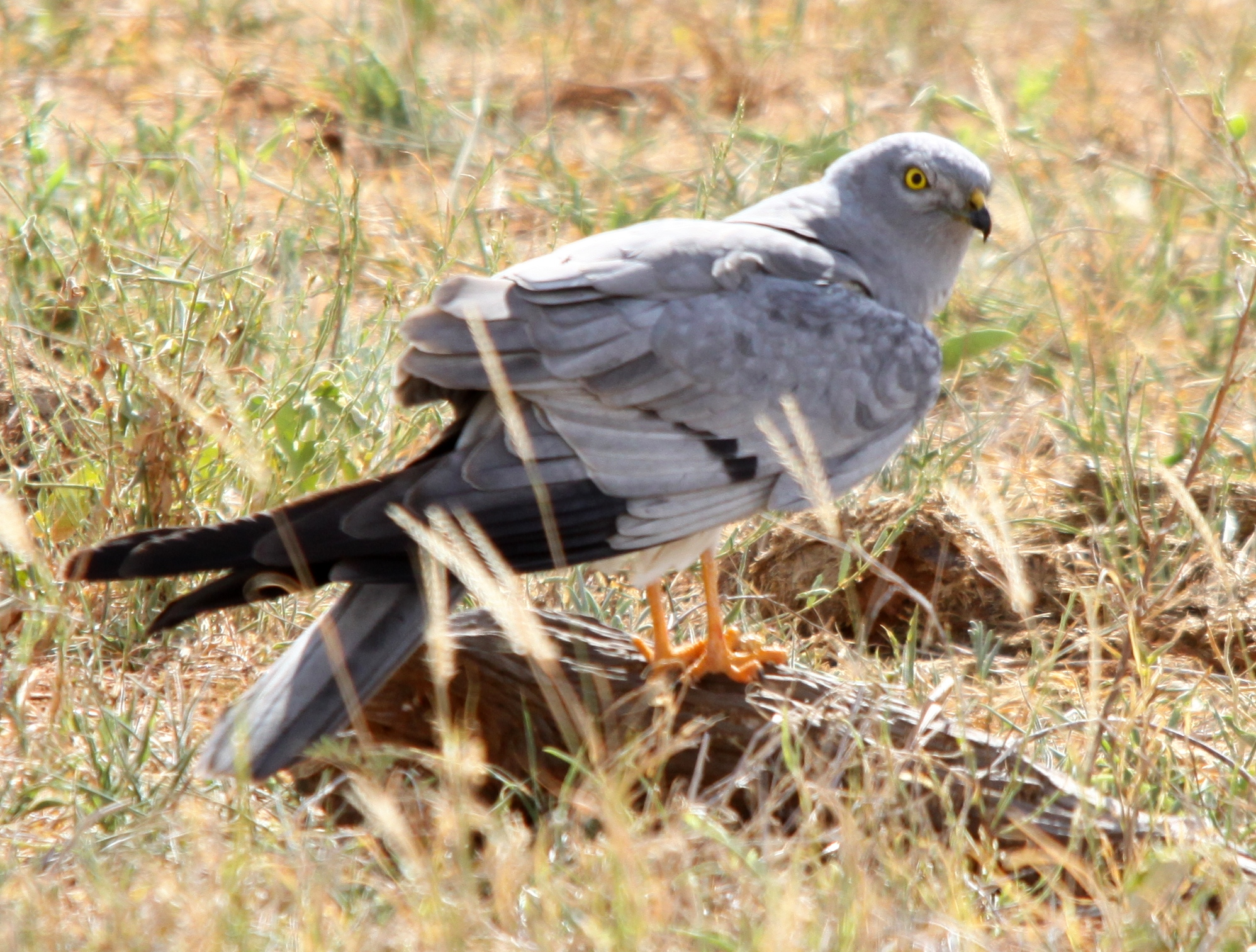
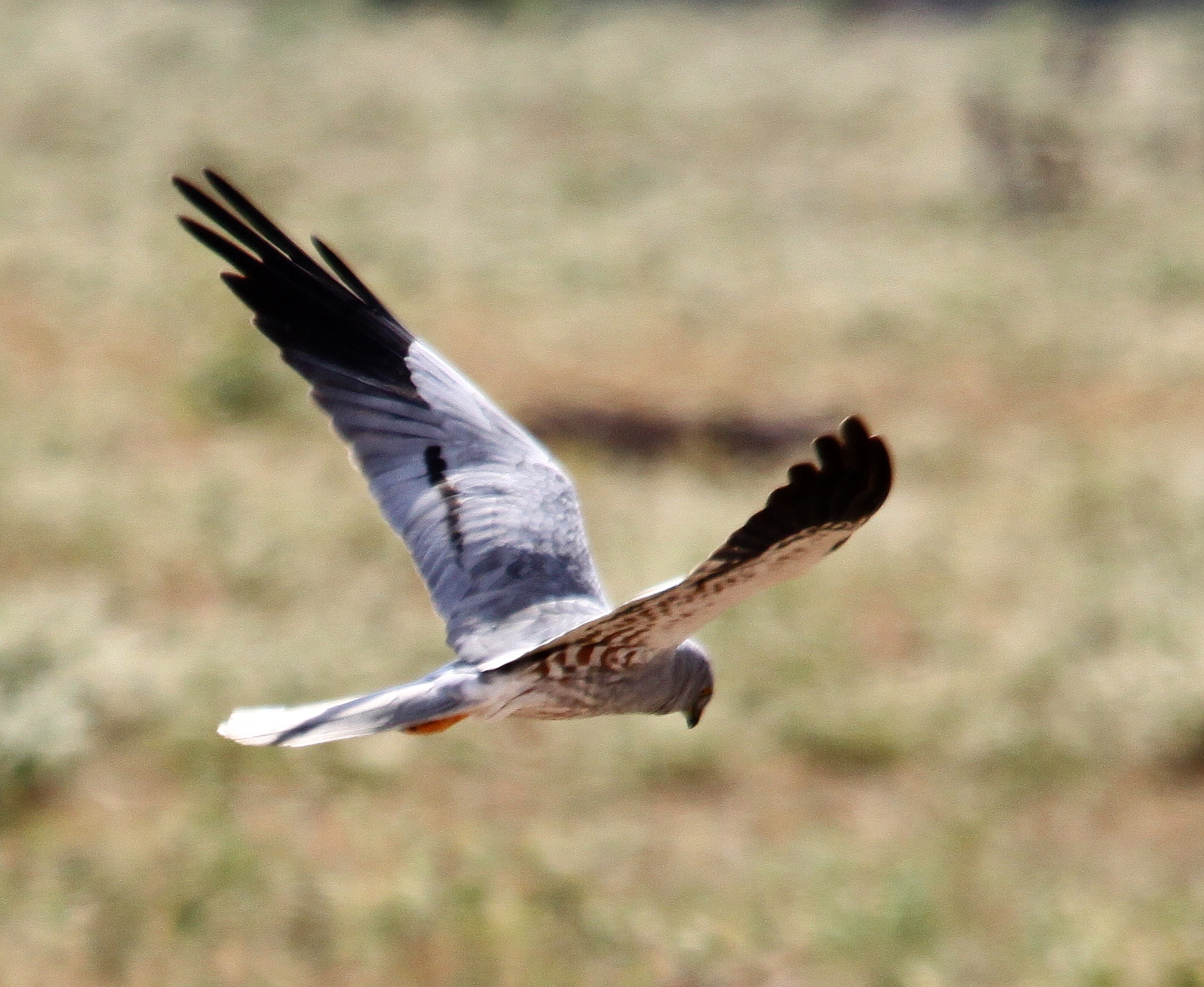
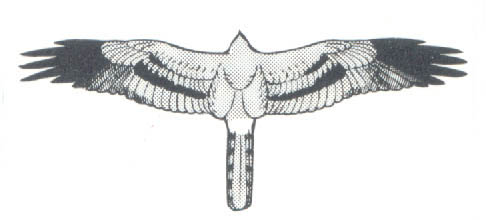
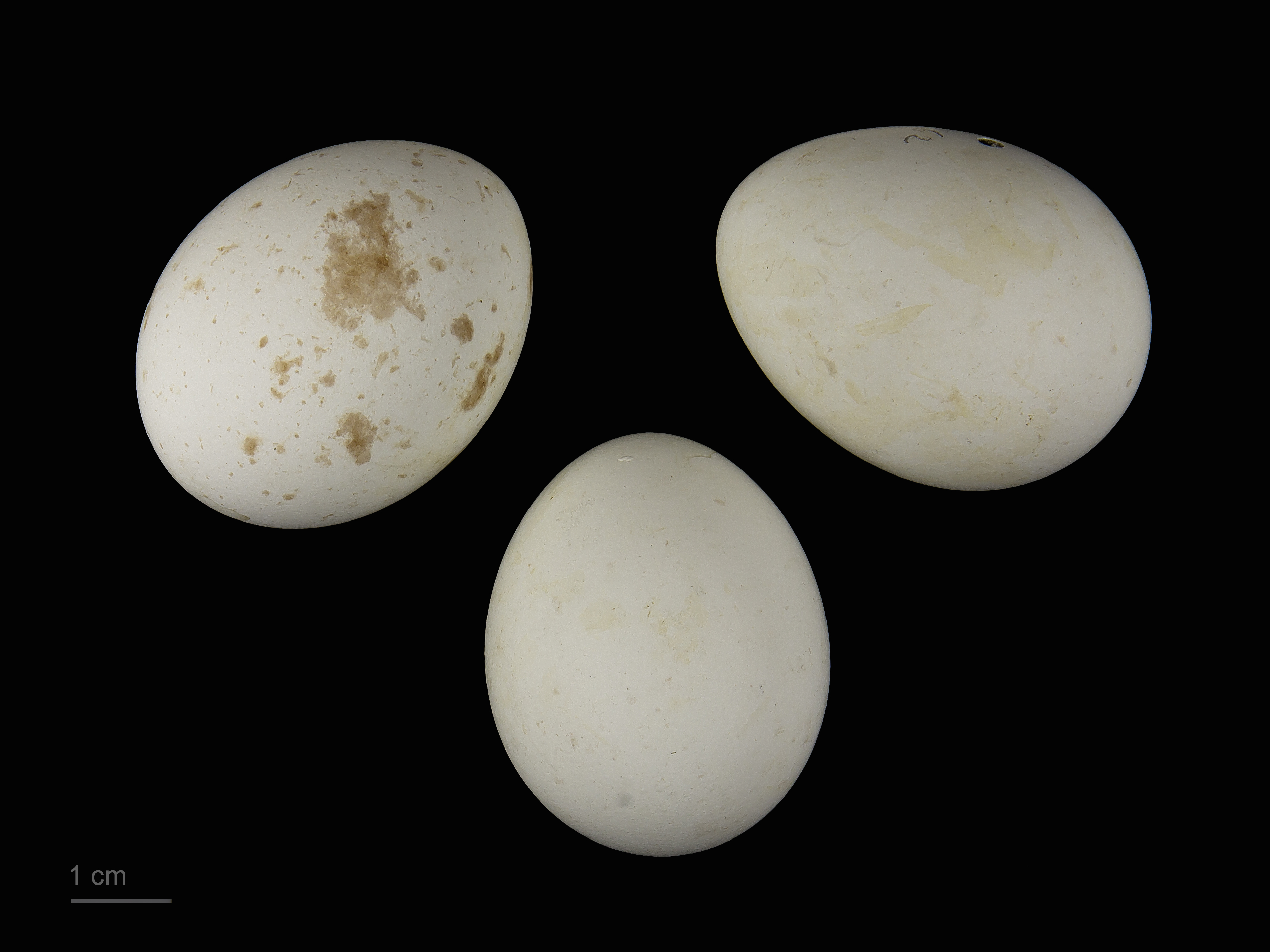
Museum specimen